# 존 M. 켈러
존 M. 켈러(John M. Keller, 1938년 3월 5일 ~)은 미국의 교육심리학자이다.

## ARCS 모형
켈러의 동기유발 교수설계이론은 동기유발의 4가지 요건을 주의집중, 관련성, 자신감, 만족감으로 보고 이러한 요건을 총족시키도록 수업을 설계하면 효과적인 수업이 된다는 이론이다. 4요건의 영문 앞글자를 따서 ARCS 모형이라고도 한다.
켈러는 자신의 저서인 "Motivational Design for Learning and Performance"에서 거시적으로 학습 동기 이론의 주요한 네 가지 요소(주의 집중, 관련성, 자신감, 만족감)가 어떻게 학습자의 노력과 수행, 결과에 영향을 끼치는지에 대해 설명했다.